# Anthony Beane
Anthony Beane jr. (Normal, 6 maggio 1994) è un cestista statunitense naturalizzato indonesiano.

## Palmarès
- Campionato bulgaro: 1

Akademik Sofia: 2016-17
- Campionato indonesiano: 1

Pelita Jaya: 2024